# Ural Airlines
Ural Airlines ( рус. Ура́льские авиали́нии) је руска авиокомпанија са седиштем у Јекатеринбургу, Русија. У 2018. години била је четврта по величини руска авиокомпанија по броју путника и девета по количини терета. У 2018. години компанија је превезла девет милиона путника. 

## Историја
Авио-компанија је основана 1943. године као Државно ваздушно предузећа Свердловск, да би касније је постала део Аерофлота. Компанија Ural Airlines је основана 28. децембра 1993. године као самостална компанија за карго, чартер и редовне летове, и то као наследник овог Аерофлотовог огранка у Свердловску (данашњем Јекатеринбургу).  
Авиокомпанија је, 2000. године, требало да се прода на аукцији због дуга. Међутим, аукција је неколико пута пропала због недостатка интересовања. Тада је управа покушала темељну обнову. Најстарији авиони су расходовани, а седам летелица технички је модернизирано. Отворена су бројна представништва и продајна мјеста на одредиштима. Омогућено плаћање путем банковних и кредитних картица. Авиокомпанија је успела да се стабилизује и модернизује и значајно прошири своју флоту авионима из породице Аирбус А320.  
Ural Airlines има 3348 запослених.  Техничка база авио-компаније једна је од највећих и најмодернијих у Русији. 2012. године авио-компанија је отворила свој комплекс за обуку пилота. Систем обуке за Аирбус А320 коштао је 7,5 милиона евра. На грађевинске радове комплекса утрошено је додатних 9 милиона евра. 
Авио-компанија такође планира да купи тренинг комплекс за Аирбус А330-300 . 
Тренутно, главна средишта компаније Ural Airlines су Москва-Домодедово и Јекатеринбург . У плановима Ural Airlines-а је да повећа број својих база, развојем чворишта на аеродромима Москва-Шереметјево и Москва-Жуковски . 

## Статистика
Милион путника годишње је први пут остварен током 2006. Од тада су и авиокомпанија и број превезених путника расли. У 2013. авиокомпанија је превезла 4.419 милиона путника, и била је шеста авиокомпаније у Русији те године. 
| Година | Износ                 |
| ------ | --------------------- |
| 2018   | 9.001 милиона (+ 13%) |
| 2017   | 8.000 милиона (+ 24%) |
| 2016   | 6.467 милиона (+ 19%) |
| 2015   | 5,445 милиона (+ 6%)  |
| 2014   | 5.161 милиона (+ 17%) |
| 2013   | 4.419 милиона (+ 25%) |
| 2012   | 3.525 милиона (+ 40%) |
| 2011   | 2.513 милиона (+ 40%) |
| 2010   | 1.792 милиона (+ 12%) |
| 2009   | 1.497 милиона (+ 3%)  |
| 2008   | 1.450 милиона (+ 19%) |
| 2007   | 1.217 милиона (+ 20%) |
| 2006   | 1.011 милиона (+ 11%) |
| 2005   | 0,909 милиона         |

## Одредишта
Из своје базе у Јекатеринбургу, Ural Airlines углавном лети на одредишта унутар Русије. Такође постоје многи летови до централноазијских земаља, Кавказа, Кине, Израела, Турске и земаља источне и јужне Европе. 
Ural Airlines повезује Франкфурт с аеродромом Пулково у Санкт Петербургу од 26. марта 2018, а исте године је успостављена и веза Москва-Домодедово до Франкфурта. Ural Airlines такође, лети за Москву из Минхена.  

## Несреће и инциденти
- 15. августа 2019. лет Ural Airlines лет број 178, Аирбус А321, требало је да лети са међународног аеродрома Жуковски у Симферопољ . Укрцало се 226 путника и 7 посада. Авион је претрпео удар птица недуго након полетања и извршио хитно слетање у поље кукуруза мање од 3 nmi (5,6 km; 3,5 mi) од писте[13]. Иако је 74 путника затражило лекарску помоћ, десила се само једна озбиљнија повреда, а сви путници су преживели.[14]